# Бесколь (Жетысуская область)
Беско́ль (каз. Бескөл) — село в Алакольском районе Жетысуской области Казахстана. Входит в состав Бескольского сельского округа. Код КАТО — 193439200.

## Население
В 1999 году население села составляло 3906 человек (1913 мужчин и 1993 женщины). По данным переписи 2009 года в селе проживал 3301 человек (1615 мужчин и 1686 женщин).
| Численность населения | Численность населения | Численность населения | Численность населения | Численность населения |
| 1979                  | 1989                  | 1991                  | 1999                  | 2009                  |
| --------------------- | --------------------- | --------------------- | --------------------- | --------------------- |
| 2559                  | ↗2725                 | ↗3000                 | ↗3906                 | ↘3027                 |